# Flora van Spitsbergen
In Spitsbergen komen 164 vaatplanten soorten voor. Vanwege het barre klimaat en het korte groeiseizoen groeien alle planten erg langzaam. Planten op Spitsbergen zijn zelden hoger dan 10 centimeter.
In sommige gebieden, vooral in de warmere valleien, produceren de planten tapijten van bloemen.

## Soorten
- Arabis alpina - Alpenscheefkelk
- Arenaria pseudofrigida - Zandmuur
- Arnica alpina - Valkruid
- Betula nana - Dwergberk

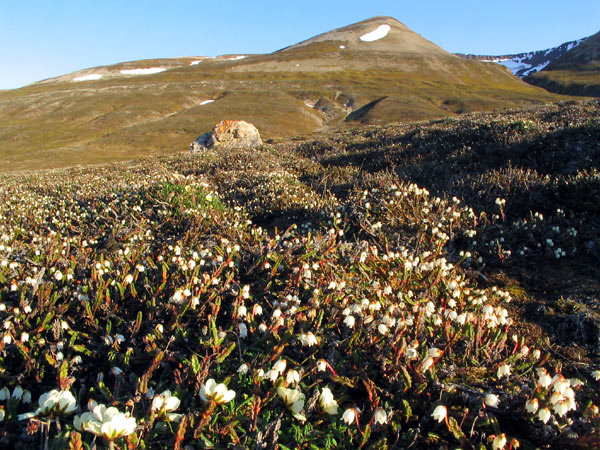
Arctische dophei

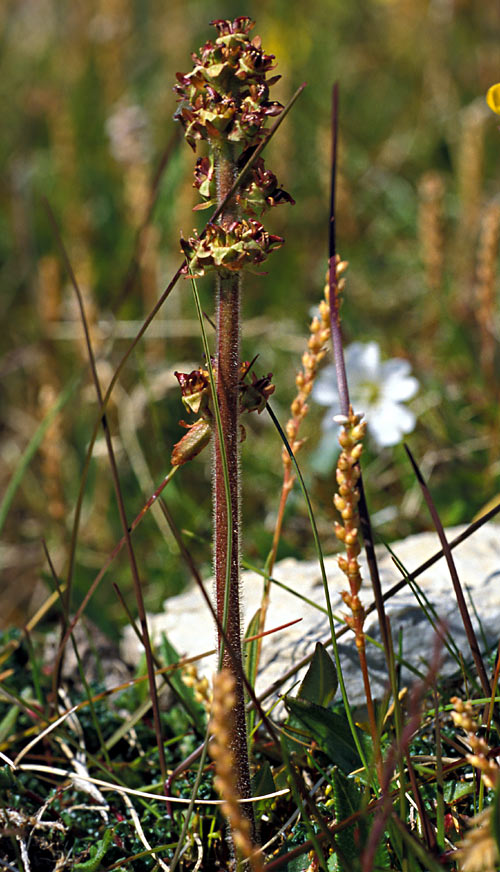
Havikskruidsteenbreek

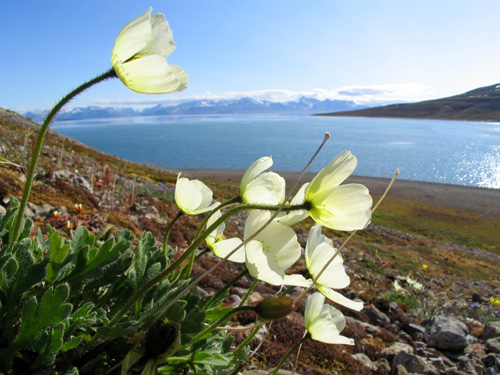
Poolpapaver

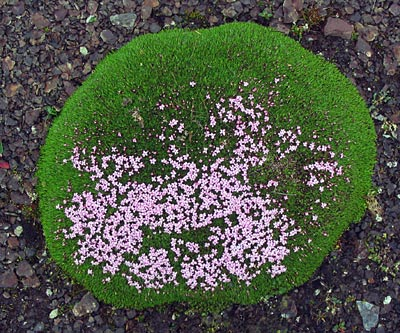
Stengelloze silene

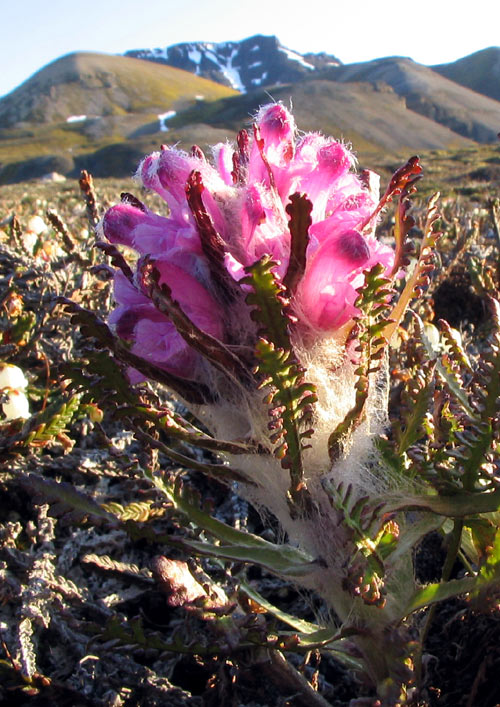
Wollig kartelblad

- Braya purpurascens - Purperen raket
- Campanula uniflora - Klokje
- Cardamine nymanii - Veldkers
- Carex misandra - Zegge
- Cassiope tetragona - Arctische dophei
- Cerastium arcticum - Poolhoornbloem
- Cochlearia officinalis - Echt lepelblad
- Deschampsia alpina - Smele
- Draba - Hongerbloempje
  - D. bellii - Geel-arctisch hongerbloempje
  - D. lactea - Laplands hongerbloempje
- Dryas octopetala - Zilverkruid
- Empetrum nigrum - Kraaihei
- Erigeron humilis - Kleine fijnstraal
- Eriophorum scheuchzeri - Scheuchers wollegras
- Luzula - Veldbies
  - L. nivalis - Sneeuwveldbies
  - L. confusa - Warveldbies
- Mertensia maritima - Oesterblad
- Minuartia rubella - Bergveldmuur
- Oxyria digyna - Bergzuring
- Papaver dahlianum - Poolpapaver
- Pedicularis - Kartelblad
  - P. dasyantha - Wollig kartelblad
  - P. hirsuta - Harig kartelblad
- Petasites frigidus - Poolhoefblad
- Poa alpina - Alpenbeemdgras
- Polemonium boreale - Noordelijke jakobsladder
- Polygonum viviparum - Knolduizendknoop
- Potentilla - Ganzerik
  - P. chamissonis - Zangganzerik
  - P. hyparctica - Arctisch vijfvingerkruid
  - P. pulchella - Vijfvingerkruid
- Puccinellia phryganodes - Kweldergras
- Ranunculus - Boterbloem
  - R. hyperboreus - Noordse waterranonkel
  - R. lapponicus - Laplandse boterbloem
  - R. nivalis - Sneeuwboterbloem
  - R. pedatifidus - Geschubde boterbloem
  - R. pygmaeus - Dwergboterbloem
  - R. sulphureus - Zwavelkleurige boterbloem
- Rubus chamaemorus - Kruipbraam
- Salix - Wilg
  - Salix herbacea - Kruidwilg
  - Salix polaris - Poolwilg
- Saxifraga - Steenbreek
  - S. aizoides - Gele bergsteenbreek
  - S. cernua - Knikkende steenbreek
  - S. caespitosa - Zodesteenbreek, Þúfursteenbreek of Turfbeltjessteenbreek
  - S. flagellaris - Spinneplantje
  - S. hieracifolia - Havikskruidsteenbreek
  - S. hirculus - Bokjessteenbreek
  - S. nivalis - Sneeuwsteenbreek
  - S. oppositifolia - Purperen steenbreek
  - S. rivularis - Berg-moerassteenbreek
- Silene
  - S. acaulis - Stengelloze silene of lijmkruid
  - S. furcata - Arctische silene
  - S. wahlbergella - Knikkende silene
- Stellaria - Muur
  - S. crassipes
  - S. humifusa - Kleine muur
- Taraxacum
  - T. arcticum - Poolpaardebloem
  - T. brachyceras - Arctische paardebloem
- Vaccinium uliginosum - Rijsbes[1][2]